# Yaqut
Yāqūt Shihāb al-Dīn ibn ʿAbd Allāh al-Rūmī al-Hamawī (in arabo ياقوت الحموي‎?; Hama, 1179 – Aleppo, 1229) è stato un geografo e biografo arabo.

## Biografia
Nato in Siria, famoso per i suoi scritti enciclopedici sul mondo islamico, Yāqūt al-Hamawī  portava anche la nisba "al-Rūmī" (in arabo ياقوت الحموي الرومي‎?) che gli derivava dall'essere collegato in qualche modo al mondo bizantino (Rūm significa appunto "bizantino" in arabo), mentre "al-Hamawī" significava che era nativo della città di Ḥamā (ma, in altri casi, poteva anche significare che chi portava quella nisba era stato, o era, residente in essa).
Il soprannome Yāqūt significa invece Giacinto e gli derivava dalla sua originaria condizione di schiavo, che dal suo primo padrone (che lo portò con sé a Baghdad) ebbe il permesso di dedicarsi agli studi di geografia.
Yāqūt fu acquistato come schiavo e si trasferì a Baghdad (Iraq). Qui Yāqūt si sposò ed ebbe numerosi figli e nel 1199 il padrone, che ne aveva riconosciuto qualità e meriti, lo affrancò dopo avergli assicurato una buona istruzione. 
Da uomo libero, Yāqūt cominciò quindi a intraprendere numerosi viaggi, spinto dalla sua curiosità e dalla sua volontà di conoscenza, recandosi in Oman, nell'Iran nord-occidentale, in Egitto, Palestina e tornando in Siria, spingendosi fino all'Asia centrale, nelle zone dell'attuale Uzbekistan.
Yāqūt acquisì in tal modo un'apprezzabile capacità di copiare e vendere manoscritti a quanti glieli commissionavano.

## Opere
- Kitāb muʿjam al-buldān (معجم البلدان, "Dizionario delle contrade")
- Muʿjam al-udabāʾ' , (معجم الادباء, "Dizionario dei letterati") redatto nel 1226.
- al-Mushtarak waḍʿā wa al-muftaraq ṣaʿqā ( المشترک وضعا و المفترق صعقا ), versione edita nel 1845 da Ferdinand Wüstenfeld.